# Konrad Farner
Konrad Farner né le 11 juillet 1903 à Lucerne, décédé le 10 avril 1974 à Zurich était un historien de l'art suisse, essayiste et intellectuel socialiste.

## Biographie
Konrad Farner vient d’une famille zurichoise, fils d’un arpenteur-géomètre. Il fréquente l’école primaire et secondaire à Lucerne puis étudie de 1922 à 1924 l’histoire de l’art, l’histoire et l’économie politique à Francfort, Munich et Cologne. En 1923, Konrad Farner entre au Parti communiste suisse. À la suite de ses premières années de travail en tant qu’antiquaire et expert en art, il étudie de 1936 à 1941 à Bâle la science politique, l’histoire, la littérature, la philosophie et la théologie avec Karl Barth et Edgar Salin. En 1941, il obtient son doctorat en économie.
Par la suite, Konrad Farner devient éditeur et lecteur dans une maison d’édition. Il vit jusqu’en 1950 à Frenkendorf puis part s'installer avec sa famille à Thalwil dans le canton de Zurich.
Après l’insurrection hongroise de 1956, sa famille et lui subissent de graves menaces de la part d’anticommunistes. 
En 1969, il quitte le parti et se penche sur l’idéologie maoïsme.
Il enseigne l’histoire de l’art en 1972 à l’université de Zurich. Considéré comme un historien de l’art, philosophe et enseignant marxiste, certaines de ses œuvres sont traduites dans plusieurs langues. Konrad Farner publie de nombreux essais et travaux sur l’illustrateur, graveur, bédéiste, peintre et sculpteur français Gustave Doré.

## Œuvres
- Der auf Thomas von Aquin überkommene christliche Eigentumsbegriff : die Ursache des scheinbaren Widerspruchs in der Sichtung der thomistischen Eigentumsauffassung. Bern, A. Francke, 1947.
- Christentum und Eigentum bis Thomas von Aquin. Bern, A. Francke, (s. d.).
- Schweiz / Mit einem Essay von Konrad Farner ; Fotos von Louis Cahans. Dresden, Sachsenverlag, 1959.
- Zürichs Geschichte. Zürich, Verlagsgenossenschaft, cop. 1976.
- Marxistische Religionskritik / Konrad Farner, Werner Post. Freiburg i. Ue., Imba Verlag, Stein, Laetare Verlag, cop. 1972.
- Gustave Doré, der industrialisierte Romantiker. Dresden, Verlag der Kunst, 1963.

## Référence
1. ↑  « Historisches Lexikon der Schweiz »